# Fox Engine
Il Fox Engine è un motore grafico ideato da Konami Digital Entertainment (ex Kojima Productions) per l'impiego di titoli futuri sviluppati da Konami. Il motore è stato annunciato da Konami il 3 giugno 2011, con l'obiettivo di renderlo il "miglior motore grafico esistente".
È stato chiamato così in onore della FOX, un'unità militare immaginaria facente parte dell'universo di Metal Gear, la serie più famosa ideata da Kojima.

## Sviluppo
Il Fox Engine è stato presentato alla conferenza pre-Electronic Entertainment Expo 2011 di Konami, durante la quale sono state mostrate alcune immagini che mostravano un ragazzo africano, un cane e un cavallo in una giungla. Nonostante fosse solo una tech demo, è logico di come alcuni di questi elementi avrebbero fatto la loro comparsa in Metal Gear Solid V: The Phantom Pain.
Il 17 agosto 2011, Hideo Kojima, pubblicò su Twitter un'immagine relativa ad un test facciale creato con il Fox Engine. Il 16 dicembre, Kojima pubblicò altre immagini su Twitter, mostrando il metodo con cui il motore grafico gestiva la trasparenza dei tessuti.
Il 2 marzo 2012 la Kojima Productions pubblicò una serie di immagini che mettevano a confronto foto reali della sala riunioni del team con altrettante riproduzioni create con il Fox Engine. L'8 giugno, in un'intervista con CVG, Kojima spiegò che il Fox Engine permette ai programmatori di risparmiare molto tempo, consentendo di creare un videogioco su piattaforme differenti contemporaneamente, e che PlayStation 3, Xbox 360 e PC sono in grado di far girare giochi realizzati con tale motore.
Il 14 marzo 2013, un tale Joakim Mogren, capo della appena nata "Moby Dick Studios", durante un'intervista mostrò una serie di immagini del loro nuovo progetto, The Phantom Pain, in alcune delle quali si intravede il logo del Fox Engine; quando gli fu chiesto perché, Mogren reagì con stupore e l'intervista terminò. Il 27 marzo, in occasione della Game Developers Conference di San Francisco, Hideo Kojima tenne una presentazione intitolata Photorealism through the eyes of a 'FOX': The Core of Metal Gear Solid: Ground Zeroes, in cui rivelò che The Phantom Pain era il nuovo capitolo della serie Metal Gear, e che Joakim Mogren e la Moby Dick Studios non erano altro che una messinscena fatta per osservare la reazione del pubblico alla vista del Fox Engine. Inoltre furono presentate le caratteristiche del motore grafico.
Inoltre,P.T. fu realizzato sul Fox engine,sfruttando al massimo le capacità di una PS4,purtroppo Kojima diminuí la grafica per renderlo un gioco simile a una produzione indie. (7780 studios)
Il 18 settembre 2015, Julien Merceron, supervisore del Fox Engine, si è dimesso da Konami, ma non sono stati resi noti i motivi della sua scelta.

## Videogiochi che utilizzano il Fox Engine
| Titolo                                        | Anno       | Piattaforma                                                                         | Genere                  |
| --------------------------------------------- | ---------- | ----------------------------------------------------------------------------------- | ----------------------- |
| PES 2014                                      | 2013       | Windows, PlayStation 2, PlayStation 3, Xbox 360, PlayStation Portable, Nintendo 3DS | Sport (calcio)          |
| Metal Gear Solid V: Ground Zeroes             | 2014       | PlayStation 3, PlayStation 4, Xbox 360, Xbox One, Windows                           | Azione, stealth         |
| P.T.                                          | 2014       | PlayStation 4                                                                       | Azione, survival horror |
| PES 2015                                      | 2014       | Windows, PlayStation 3, PlayStation 4, Xbox 360, Xbox One, iOS                      | Sport (calcio)          |
| Metal Gear Solid V: The Phantom Pain          | 2015       | PlayStation 3, PlayStation 4, Xbox 360, Xbox One, Windows                           | Azione, stealth         |
| Silent Hills                                  | Cancellato | PlayStation 4                                                                       | Azione, survival horror |
| PES 2016                                      | 2015       | Windows, PlayStation 3, PlayStation 4, Xbox 360, Xbox One, iOS                      | Sport (calcio)          |
| Metal Gear Solid V: The Definitive Experience | 2016       | PlayStation 4, Xbox One, Windows                                                    | Azione, stealth         |
| PES 2017                                      | 2016       | Windows, PlayStation 3, PlayStation 4, Xbox 360, Xbox One, Android                  | Sport (calcio)          |
| PES 2018                                      | 2017       | Windows, PlayStation 3, PlayStation 4, Xbox 360, Xbox One, Android, iOS             | Sport (calcio)          |
| Metal Gear Survive                            | 2018       | PlayStation 4, Xbox One, Windows                                                    | Azione, stealth         |
| PES 2019                                      | 2018       | Windows, PlayStation 4, Xbox One, Android, iOS                                      | Sport (calcio)          |
| eFootball PES 2020                            | 2019       | Windows, PlayStation 4, Xbox One, Android, iOS                                      | Sport (calcio)          |
| eFootball PES 2021 Season Update              | 2020       | Windows, PlayStation 4, Playstation 5, Xbox One, Xbox Series X, Android, iOS        | Sport (calcio)          |